# Dôme de Al-Khidr

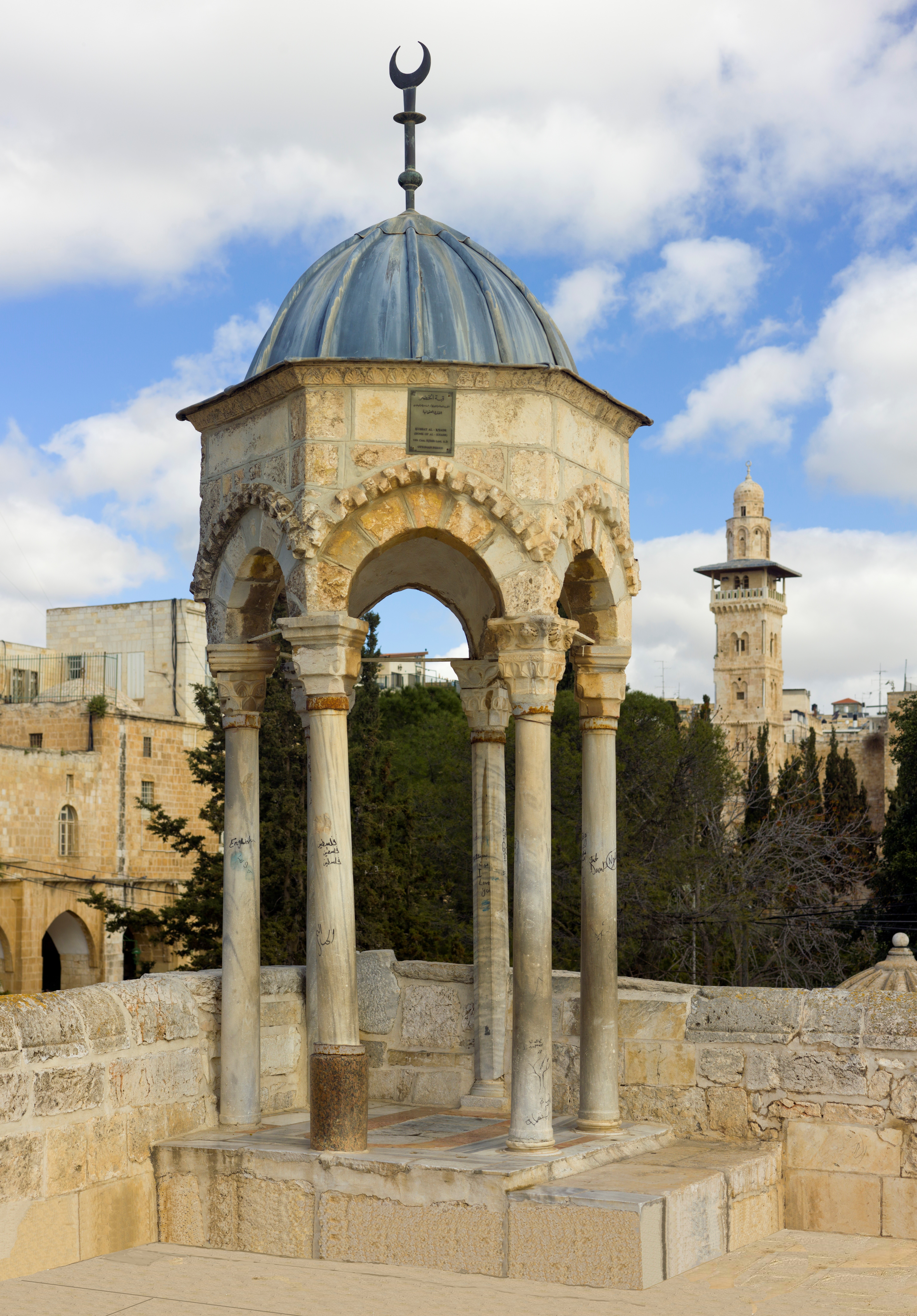
Le Dôme de Al Khidr

Le Dôme de Al Khidr (en arabe : عليه السلام) est un dôme autoportant au nord-ouest de l'esplanade des mosquées (Mont du Temple), sur la terrasse du Dôme du Rocher à Jérusalem qui sert de monument symbolique plutôt que d'édifice religieux. 

## Histoire
Le dôme de Al Khidr a été construit au XVIe siècle. Il serait construit en commémoration à un saint homme nommé Al-Khidr, qui venait prier à cet endroit et dont le nom serait cité dans le Coran verset 65-82, chapitre 18. Mais cette information est difficile à confirmer.

## Architecture
Le dôme d'un structure hexagonale est construit sur six colonnes de marbre gris. Il possède une petite niche de pierre rouge. 
Le dôme est beaucoup plus petit que les autres dômes autoportants des environs.